# Ascotolinx
Ascotolinx is een geslacht van vliesvleugeligen uit de familie Eulophidae. De wetenschappelijke naam van dit geslacht is voor het eerst geldig gepubliceerd in 1913 door Girault.

## Soorten
Het geslacht Ascotolinx omvat de volgende soorten:
- Ascotolinx funeralis Girault, 1913
- Ascotolinx reticoxa Boucek, 1988